# KBSトロット大祝祭
KBSトロット大祝祭（ケービーエストロットだいしゅくさい、朝鮮語: KBS 트로트 대축제）は、韓国放送公社（KBS）が、2007年から毎年年末に行なっているトロットの音楽祭。

## 概要
毎年行われているKBS歌謡祭から、トロットのジャンルを分離して開催されている。2008年は、世界的な経済不況の影響で中止されたが2009年からは毎年開催されている。2011年は、放送時間を今までの100分から180分に拡大し二部構成で放送された。出演者は、1年間の放送回数と視聴者好感度調査を元に、KBS選定委員が決定している。出演者入場の際、選定委員から授与されたトロフィーを持って入場する。
2011年に「ベストカップル賞」が制定されたが、基本的にはコンサートライブ形式であり、それ以外の賞は制定されていない。
2012年には、男性歌手と女性歌手の対戦形式になった。また、視聴率では同放送時間帯に放送されたKBS演技大賞に次ぐ視聴率を記録し、SBS演技大賞、MBC歌謡大祭典を上回った。

## 各年の概要

### 2009年
- 司会 - キム・ビョンチャン（KBSアナウンサー）、バクサイム（KBSアナウンサー）
- 出演者
  - ヒョンチョル、ソン・デグァン、ベ・イルホ、ソル・ウンド、チョ・ハンジョ、カン・ジン、パク・サンチョル、パク・ヒョンビン
  - ハ・チュナ、ヒョンスク、チュ・ヒョンミ、チェ・ユナ、キム・ヘヨン、チャン・ユンジョン、イ・ヘリ、キム・ヨンイム

### 2010年
- 司会 - ホ・チャム、チャン・ユンジョン[1]
- 出演者
  - キム・ヨンジャ、キム・ヨムイム、キム・ヘヨン、南珍、パク・サンチョル、パク・ヒョンビン、ソル・ウンド、ソン・デグァン
  - イ・ジャヨン、チョ・ハンジョ、チュ・ヒョンミ、チュ・ユナ、テ・ジナ、ハ・チュナ、ヒョンスク、ヒョンチョル

### 2011年
前年までとは異なりベストカップル賞が決定された。
- 司会 - ホ・チャム、チャン・ユンジョン
- 出演者
  - キム・ヨンジャ、ソル・ウンド、パク・ヒョンビン、ムン・ヒオク、パク・サンチョル、キム・ヘヨン、チュ・ヒョンミ、ヒョンチョル、イ・ヘリ
  - チャン・ユンジョン、チュ・ユナ、パク・ユンギョン、チョ・ハンジョ、チェ・ジンヒ、ペ・イルホ、イ・ジャヨン、テ・ジナ、ソン・デグァン、ウィンク
- ベストカップル賞 - テ・ジナ＆ソン・デグァン

### 2012年
- 司会 - イム・ソンフン、パク・ウンヨウン
- 対戦表（男性歌手 vs 女性歌手）
  - ●ソン・デグァン vs ウィンク◯
  - ◯ソル・ウンド vs オーロラ●
  - ◯シン・ユ、カン・ジン vs キム・ヨムイム、ヒョンスク●
  - ●パク・ヒョンビン vs ハ・チュナ◯
  - ●テ・ジナ vs キム・ヘヨン◯
  - ◯パク・サンチョル、パク・グユン vs イ・ジャヨン、パク・ユンギョン●
  - ●チョ・ハンジョ、ヒョンチョル vs ウ・ヨニ、チャン・ユンジョン◯

### 2013年
本年から会場がKBSホールになった
- 司会 - チャン・ユンジョン
- 出演者
  - ヒョンチョル、ソン・デグァン、テ・ジナ、ソル・ウンド、ペ・イルホ、チョ・ハンジョ、キム・グクファン、オ・スングン、パク・サンチョル、パク・ヒョンビン、シン・ユ、キム・サンヒ
  - ハ・チュナ、ヒョンスク、キム・ヘヨン、キム・ヨンイム、イ・ヘリ、チェ・ユナ、イ・ジャヨン、チン・ミリョン、ウィンク、ウ・ヨニ、ホン・ジニョン、クォン・ソンヒ

### 2014年
- 司会 - ホン・ジニョン
- 出演者
  - ヒョンチョル、テ・ジナ、オ・スングン、ソル・ウンド、ペ・イルホ、チョ・ハンジョ、キム・サンベ、パク・サンチョル、カン・ジン、チン・ソン、シン・ユ
  - キム・サンヒ、キム・ヨンジャ、ヒョンスク、ムン・ヒオク、キム・ヘヨン、キム・ヨンイム、ムン・ヨンジュ、ウ・ヨニ、ホン・ジニョン、ソ・ジオ、パク・グユン